# Olen de Lycie
Olen (en grec ancien Ωλήν) est un poète grec semi-légendaire. 

## Notice historique
Olen avait composé un hymne qui représente Ilithyie, Héra, qui en faisait une Hyperboréenne comme lui, mère d’Éros, chanté à Délos. L'invention du vers épique, l'hexamètre dactylique, lui est attribuée.